# اس‌ام یو-۱۴ (آلمان)
اس‌ام یو-۱۴ (آلمان) (به انگلیسی: SM U-14 (Germany)) یک زیردریایی بود که طول آن ۵۷٫۸۸ متر (۱۸۹ فوت ۱۱ اینچ) بود. این زیردریایی در سال ۱۹۱۱ ساخته شد.